# Ondjaki

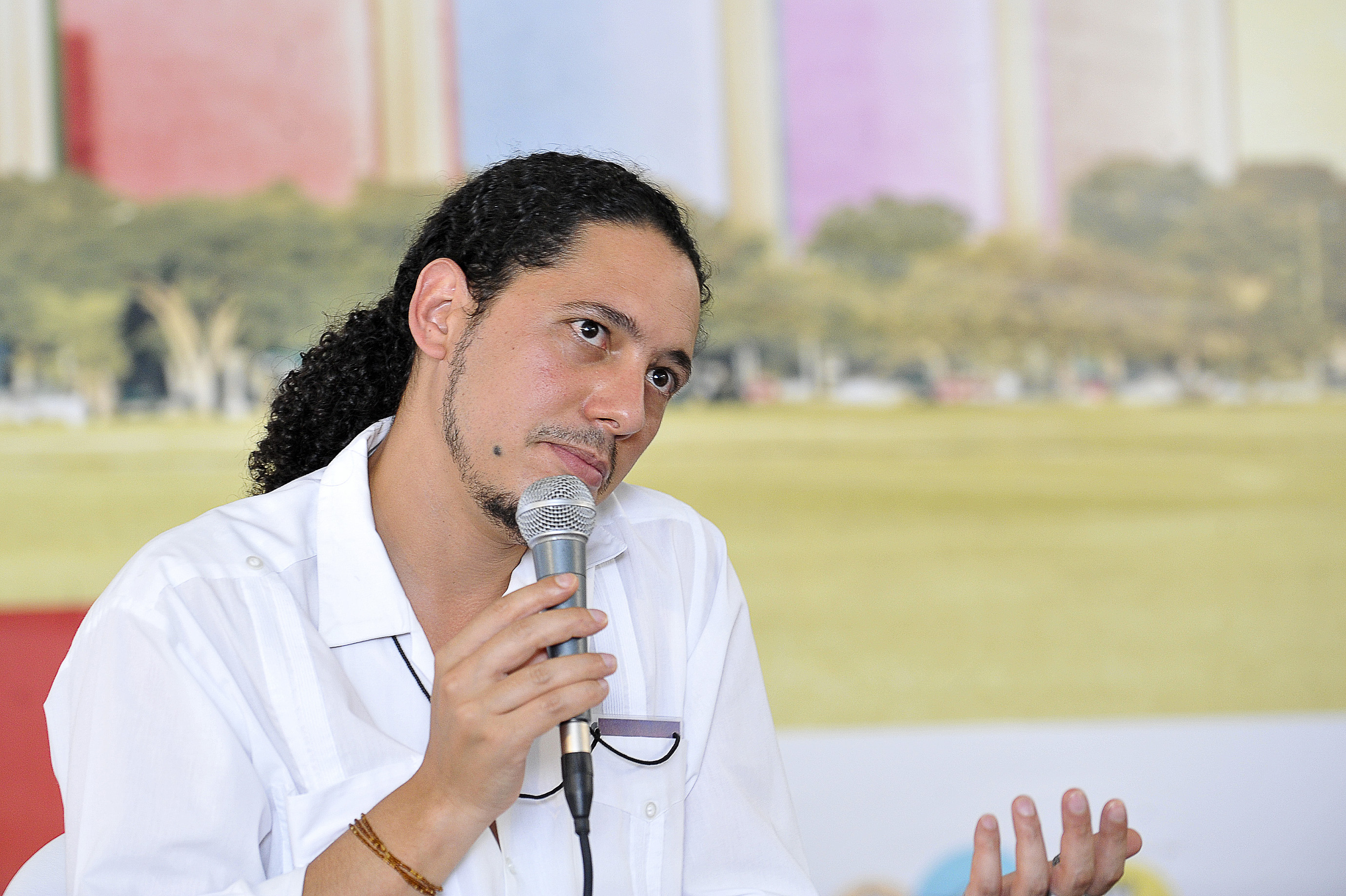
Ondjaki, 2012

Ondjaki, pseudonimo di Ndalu de Almeida (Luanda, 5 luglio 1977), è uno scrittore e poeta angolano.

## Biografia
Nato e cresciuto a Luanda, in Angola, da una famiglia mestiça, figlio di Júlio de Almeida, politico e militare angolano di origine portoghese, militante ed in seguito deputato nelle file del MPLA, Ondjaki conduce i propri studi nella città natale, per poi laurearsi in Sociologia a Lisbona, in Portogallo. Ha avuto esperienze anche nel campo del teatro e della pittura.
Nel 2000, ha ottenuto il secondo posto nel concorso Letterario António Jacinto in Angola. Nello stesso anno ha pubblicato il suo primo libro, Actu Sanguíneu.
Dopo aver studiato per sei mesi alla Columbia university di New York, partecipa nel 2006 con Kiluanje Liberdade alla realizzazione di un documentario intitolato Oxalá cresçam pitangas - histórias da Luanda che tradotto in Italiano significa Magari crescessero pitangas - storie di Luanda.
Le sue opere sono state tradotte in diverse lingue, tra le quali francese, inglese, tedesco, italiano, spagnolo, cinese.
Ha vinto il Grande Prémio de Conto Camilo Castelo Branco nel 2007, grazie al suo libro Os da Minha Rua. In Etiopia, invece, nel 2008 ha vinto il premio Grinzane come migliore scrittore africano dell'anno.
Nel 2010 ha vinto in Brasile il Premio Jabuti per il romanzo AvóDezanove e o Segredo do Soviético.
Attualmente vive in Brasile, a Rio de Janeiro.

## Opere

### Romanzi
- Bom Dia Camaradas (2001)
- O Assobiador (2002)
- Quantas Madrugadas Tem A Noite (2004)
- Avó Dezanove e o segredo do soviético (2008)
- O caso do cadáver esquisito (2011)
- Os Transparentes (2012)
- Verbetes para um dicionário afetivo (2015), scritto con Paulinho Assunção, Manuel Jorge Marmelo e Ana Paula Tavares
- O convidador de pirilampos (2017)

#### Romanzi per ragazzi
- A bicicleta que tinha bigodes (2011)
- Uma escuridão bonita (2013)

### Raccolte di racconti
- Momentos de Aqui (2001)
- E se Amanhã o Medo (2005)
- Os da minha rua (2007)
- Sonhos azuis pelas esquinas (2014)
- O céu não sabe dançar sozinho (2014)

### Raccolte di poesie
- Actu Sanguíneu (2000)
- Há Prendisajens com o Xão (2002)
- Materiais para confecção de um espanador de tristezas (2009)
- Dentro de mim faz Sul, seguido de Acto sanguíneo (2010)
- Os modos do mármore (2015)

### Drammaturgie
- Os vivos, o morto e o peixe-frito (2009)

### Libri per bambini
- Ynari: A Menina das Cinco Tranças (2004)
- O leão e o coelho saltitão (2008)
- O voo do Golfinho (2009)
- Os olhos grandes da princesa pequenina (2011)
- O Carnaval da Kissonde (2015)

### Editi in Italia
- Il fischiatore (O Assobiador), Edizioni Lavoro, 2005
- Le aurore della notte (Quantas Madrugadas Tem A Noite), Edizioni Lavoro, 2006
- Ondjaki, NonnaDiciannove e il segreto del sovietico, traduzione di Livia Apa, Collana Comunità alternative, il Sirente, Fagnano Alto, 2015,  pp. 172 pp, ISBN 978-88-87847-46-8.

## Premi letterari
- Menzione onoraria nel premio António Jacinto (Angola, 2000) per "Actu Sanguíneu"
- Premio Sagrada Esperança (Angola, 2004) per "E se amanhã o medo"
- Premio António Paulouro (Portogallo, 2005) per "E se amanhã o medo"
- Finalista al premio Portugal TELECOM (Brasile, 2007) per "Bom dia Camaradas"
- Gran Premio APE (Portogallo 2007) per "Os da minha rua"
- Finalista al premio Portugal TELECOM (Brasile, 2008) per "Os da minha rua"
- Premio Grinzane for Africa (Italia 2008)
- Premio Jabuti (Brasile, 2010) per "Avó Dezanove e o segredo do Soviético"
- Premio José Saramago (Portogallo, 2013) per "Os Transparentes"